# ファウンデーションと地球
『ファウンデーションと地球』（Foundation and Earth）は、アイザック・アシモフのSF小説。ファウンデーションシリーズの第5作で1986年に刊行された。

## 概要
タイトル通り、伝説の人類発祥の地である「地球」探索の物語である。ストーリー的には前作『ファウンデーションの彼方へ』から直接繋がっているが、2作の間にはロボット長編シリーズ第3作『夜明けのロボット』および両シリーズの橋渡し作品『ロボットと帝国』が書かれており、それらを踏まえた内容となっている。特に『ロボットと帝国』で残された謎「消え失せたソラリア人はどこへ行ったのか」の意外な答えが示されている。

## あらすじ
銀河系の未来を、超有機体ガイアに託したトレヴィズだったが、その自らの直感が本当に正しいのか確信が持てずにいた。二つのファウンデーションどちらが支配する銀河系も否定したという事は、その基礎となる心理歴史学に致命的な欠陥が存在する事になる。全ての謎の答えが伝説の人類発祥の星「地球」にあると感じた彼は、トランターの銀河図書館のみならずガイアの原始記憶からも地球の情報が除去・隠蔽されている事実からそれを確信し、朋友ペロラットとガイア人の女性プリスと共に、再び重力船ファースター号に乗り込み地球探索の旅に出発する。
最初にして唯一の手掛かりは、かつてセイシェルで友人コンパーが語った、コンポレロンに伝わる地球の伝説のみであった。それを確かめるべくコンポレロンを訪れた一行は、そこでターミナスからのファースター号返還要請と、それに反発して船の接収を目論むコンポレロン当局との軋轢に巻き込まれる。トレヴィズの機転（と性的努力）で危機を脱した一行は、古代史の研究者デニアドールから3つの宇宙座標を教えられる。それらはかつて、高度なロボット文明による繁栄を謳歌しながら、そのロボットへの依存故に衰亡した宇宙移民の第一波、「スペーサー・ワールド」と呼ばれていた世界に属する惑星の位置だった。
この座標をもとに惑星オーロラを訪れた一行は、そこには動物はいるが人類は皆無であることを発見した。次に訪れた惑星ソラリアでは、住民はいたのだが地下で孤立して暮らしており、遺伝子操作で無性生殖できる身体となっていた。そこから、ロボットに保育されていた子供ファロムを連れ出し、同行させることになった。最後の惑星メルポメニアは、大気が薄く海洋も無く、コケのような植物があるだけだった。しかし、そこに残されていたある情報から、トレヴィズは地球の位置を突き止める事に成功する。
事前に地球の情報を入手すべく訪れた隣星アルファを経て、遂に地球に辿り着いた一行を待ち受けていたのは、2万年の長きに渡って銀河系の庇護者を務めて来た人物だった。そしてトレヴィズは求めていた解答、心理歴史学の盲点に辿り着く。

## 書誌情報
- 『ファウンデーションと地球』、岡部宏之訳、早川書房海外SFノヴェルズ、1988年11月
- 『ファウンデーションと地球（上）』、岡部宏之訳、ハヤカワ文庫SF1201、1997年8月、ISBN 4-15-011202-9
- 『ファウンデーションと地球（下）』、岡部宏之訳、ハヤカワ文庫SF1202、1997年8月、ISBN 4-15-011201-0